# 프랑스령 기아나의 기
프랑스령 기아나는 프랑스의 국기를 기로 사용하고 있다.
레지옹 기는 하얀색 바탕 가운데에 프랑스령 기아나의 로고가 그려진 형태의 기를 사용하는데 로고 안에는 파란색과 초록색 두 가지 색의 직사각형이 그려져 있다.
파란색 직사각형 앞쪽에는 노란색 별이 그려져 있으며 초록색 직사각형 앞쪽에는 두 개의 주황색 물결 무늬 위에 노란색 보트를 타고 있는 주황색 사람 형상의 디자인이 그려져 있다.
로고 위쪽에는 "기아나"("GUYANE")라는 문구가 쓰여져 있으며 로고 아래쪽에는 "레지옹"("LA RÉGION")이라는 문구가 쓰여져 있다.
프랑스령 기아나 분리주의 진영은 노란색과 초록색 두 가지 색의 삼각형 바탕 가운데에 빨간색 별이 그려진 형태의 기를 사용한다.

## 그 외의 기

프랑스령 기아나의 옛 기
가이아나의 6개 원주민 부족의 깃발
기아나 영토 집단 레지옹 정부가 사용했던 기

## 같이 보기
- 프랑스령 기아나의 문장